# Metopa latimana
Metopa latimana är en kräftdjursart som beskrevs av Hansen 1887. Metopa latimana ingår i släktet Metopa och familjen Stenothoidae. Inga underarter finns listade i Catalogue of Life.